# خنتي ختي
خنتي ختي أو خنتي غتي، في الدين المصري القديم هو إله على شكل التمساح، رغم أنه تم تصويره لاحقًا كإله صقري. يعني اسمه "المسيطر على المتراجع (أمامه)".

## الأصل والتطور
في الأزمنة المبكرة، كان هو إله التمساح في المنطقة المعروفة بـ أتريب في مصر السفلى. لهذا السبب، في التاريخ المصري، تم ربطه غالبًا بـ سوبك ويُقال إنه مالك أتريب. ومع ذلك، خلال الدولة الحديثة، تم إظهاره مرتبطًا بـ حورس وتم تصويره كصقر. في ذلك الوقت كان اسمه حورس خنتي ختي.

## الأسطورة
كان بإمكانه أن يتخذ شكل ثور أسود عملاق، يُسمى كم ور بمعنى الأسود الكبير وهو ما يذكرنا بالإله مر ور أو منفيس كما أصبح في اليونانية. تم استبداله لاحقًا بإحدى تجليات الإله أوزوريس، المعروف فيها باسم "أوزوريس الذي عاش في أتريب".